# Рольф Хоппе
Рольф Хоппе (нім. Rolf Hoppe, 6 грудня 1930 року, Ельріх — 14 листопада 2018 року, Дрезден) — німецький актор театру і кіно.
Закінчив Ерфуртську державну консерваторію. У кіно знімається з 1963 року. Популярність отримав у фільмах про індіанців кіностудії ДЕФА. Світова визнання отримав за роль у фільмі Іштвана Сабо «Мефісто» (1981).
До кінця свого життя грав у театрі, знімався та дублював фільми.

## Вибіркова фільмографія
- Мені було дев'ятнадцять (1968)
- Слід сокола
- Еоломея (1972)
- Апачі (1973)
- Три горішки для Попелюшки (1973)